# 1-苯基-2-丙醇
1-苯基-2-丙醇是一种有机化合物，化学式为C9H12O。它可由苯基丙酮在乙醇中被硼氢化钠还原得到。

## 反应
1-苯基-2-丙醇和氯化亚砜在二氯甲烷中反应，或和三甲基氯硅烷在三氯化铋催化下反应，可以得到2-氯-1-苯基丙烷。
在催化下，它可以被高碘酸氧化为苯基丙酮。